# Valerio Onida

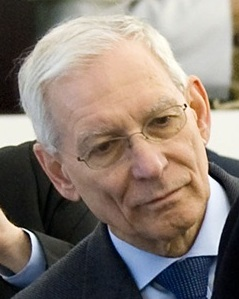
Valerio Onida (2012)

Valerio Onida (* 30. März 1936 in Mailand; † 14. Mai 2022) war ein italienischer Jurist und 2004 eine Zeit lang Vorsitzender des Italienischen Verfassungsgerichtshofes.

## Leben und berufliche Tätigkeiten
Im Jahr 1958 schloss Onida sein Studium der Rechtswissenschaften an der Universität Mailand bei Egidio Tosato ab. An derselben Universität lehrte er bis 2011 Verfassungsrecht. Zwischen 1970 und 1983 lehrte er außerdem an den Universitäten Sassari und Pavia.
Am 24. Januar 1996 wählte das italienische Parlament Valerio Onida zum Richter des Verfassungsgerichtshofs, dessen Vorsitzender er vom 22. September 2004 bis zum 30. Januar 2005 war. Von 2011 bis 2018 war Onida Präsident des Istituto Nazionale Ferruccio Parri.
Im Jahr 2010 kandidierte Onida bei der Mailänder Bürgermeisterwahl, die im Frühling 2011 stattfinden sollte. Da das linke Bündnis eine Vorwahl organisiert hatte, unterlag er aber dem Rechtsanwalt und ehemaligen Abgeordneten Giuliano Pisapia.